# Teatro Valle
El Teatro Valle és un teatre situat al rione de Roma de Sant'Eustachio, i és el més antic de la capital que encara segueix actiu.
Va ser dissenyat per l'arquitecte Tommaso Morelli el 1726 encarregat per la família Capranica. Es va inaugurar amb la posada en escena de la tragèdia Matilde de Simon Falconio Pratoli el 7 de gener de 1727.
Després d'organitzar una temporada d'opera seria el 1730, el Valle es va limitar en gran part de la segona meitat del segle xviii en la representació de drames en prosa, així com una barreja d'intermezzo i òperes còmiques, en particular les de Galuppi, Piccinni, Anfossi, Sacchini, Paisiello, Guglielmi, i Cimarosa. Era l'únic teatre a Roma el 1782, i després de 1786, s'oferiren, tant a la primavera com a la tardor, temporades d'òpera, així com una temporada durant el Carnaval.
Al llarg del segle xix, al Valle s'hi va representar regularment opera buffa i semiseria. Una sèrie d'òperes es varen estrenar durant aquest temps ale Vall, incloent Demetrio e Polibio (1812), Torvaldo e Dorliska (1815), i La Cenerentola (1817) de Rossini; Il geloso ravveduto de Mercadante; L'ajo nell'imbarazzo (1824), Olivo e Pasquale (1827), Il furioso all'isola di San Domingo (1833), i Torquato Tasso (1833) de Donizetti; La gioventù di Enrico V (1820) de Pacini; L'orfana di Ginevra (1829), Il sonnambulo (1829), i Chi dura vince (1834) de Luigi Ricci, així com moltes obres menys conegudes de compositors locals.
A partir de mitjans del segle xix, el Teatre Valle va ser l'escenari sobretot de teatre.
El nombre de seients al Teatre Valle constava inicialment de cinc nivells de 27 llotges. Va ser renovat per Mauro Fontana el 1765 i va ser restaurat de nou el 1791. El teatre va ser reconstruït el 1821 segons un disseny de Valadier, completat per Salvi, i el 1845 es va afegir una façana dissenyada per Gaspare Servi. Avui en dia conté quatre files de llotges i una galeria.